# 陰蹻脈病
陰蹻脈病（いんきょうみゃくびょう）とは奇経の一つである陰蹻脈の病である。

## 症状
主に身体の外側の筋肉が弛緩し内側の筋肉が拘急する、下肢厥冷などが起こるとされている。

## 治療
鍼灸においては陰蹻脈を参照。